# Supiori
Supiori és una illa que forma part de l'arxipèlag de les Schouten, dins la província de Papua a Indonèsia. Té un relleu muntanyós, amb una elevació màxima de 1.034 m. i una superfície de 659 km².

## Història
L'illa va ser vista per primera vegada pels europeus pel portuguès Jorge de Menezes el 1526. Menezes va desembarcar a les illes Biak, on es va veure obligat a passar l'hivern. Un dels primers albiraments també el va fer el navegant espanyol Álvaro de Saavedra el 24 de juny de 1528, quan intentava tornar de Tidore a Nova Espanya. Les Schouten es van titllar en aquell moment com a Islas de Oro (Illes daurades en espanyol).
El seu albirament va ser anunciat novament pel navegant espanyol Íñigo Órtiz de Retes el 1545. Va ser anomenat com Los Mártires pels espanyols, possiblement perquè va ser on el navegant espanyol Hernando de Grijalva va ser assassinat per la seva tripulació amotinada.